# Parafia św. Jakuba Większego Apostoła w Cerekwicy Starej
Parafia św. Jakuba Większego Apostoła w Cerekwicy Starej – parafia rzymskokatolicka, znajdująca się w archidiecezji poznańskiej, w dekanacie boreckim.